# Pincetvis
De pincetvis (Chelmon rostratus) is een tropische zoutwatervis uit de familie Chaetodontidae (koraalvlinders).

## Kenmerken
Deze tot 20 cm lange vis heeft een zijdelings samengedrukt lichaam met een lange, pincetvormige snuit, die zich pas ontwikkelt bij volwassen wordende vissen en wordt gebruikt om kleine prooidieren uit spleten en gaten in het koraal te halen. De monogame pincetvis leeft meestal in koppeltjes. Agressief territoriaal gedrag is de vis niet vreemd. Op de flanken bevinden zich drie oranje dwarsbanden en een smal, zwart bandje op de staartwortel. In de rugvin bevindt zich een donkere oogvlek. 's Nachts camoufleert hij zich met een aangepaste vlektekening, die ervoor zorgt dat ze in de rifomgeving niet opvallen.

## Verspreiding en leefgebied
De vis komt algemeen voor bij koraalriffen in de Indische Oceaan en het westelijke deel van de Grote Oceaan en zwemt op een diepte van 1 tot 25 meter.